# Занимательные истории
«Занимательные истории» (фр. Historiettes) — мемуары французского писателя Жедеона Таллемана де Рео, написанные к 1659 году и впервые изданные в 1834—1835 годах.

## Содержание
«Занимательные истории» представляют собой обширное собрание анекдотов о жизни французского двора при Генрихе IV и Людовике XIII. В них фигурирует огромное количество реальных исторических персонажей. Исследователи относят книгу Таллемана к мемуарному жанру.

## Судьба текста и значение
Предисловие к «Занимательным историям» датировано 1657 годом (по-видимому, к тому времени часть книги уже была написана). Последние записи датированы 1659 годом. После этого Таллеман прожил больше тридцати лет, но издать своё произведение он не пытался. «Сии записки, по моему разумению, гласности не подлежат, — написал автор в предисловии, — хотя, пожалуй, от них может быть и некоторая польза».
Рукопись хранилась в семейном архиве, а в 1820 году была продана всего за 20 франков. Она случайно привлекла внимание члена Академии надписей Монмерке, и тот в 1834—1835 годах издал «Занимательные истории». К 1860 году он подготовил ещё несколько изданий, каждое из которых было полнее предыдущего. Эти публикации вызывали возмущение в интеллектуальных кругах из-за явного диссонанса между содержанием «Занимательных историй» и существовавшими тогда расхожими представлениями о XVII веке — «галантной эпохе». Одни утверждали, что это очередная подделка, другие называли автора клеветником и любителем сплетен.
В то же время книга Таллемана де Рео стала важным источником сюжетного материала для ряда писателей-романтиков, в том числе для Александра Дюма-отца («Три мушкетёра»). Первым её значение признал критик Сент-Бёв: он увидел в Таллемане продолжателя раблезианской традиции, «лучшего наблюдателя салона Рамбуйе и всего этого утончённого общества». Первое полное издание «Занимательных историй» увидело свет в 1960 году.
Литературоведы ставят «Занимательные истории» в один ряд с другими французскими сборниками исторических анекдотов, опубликованными в те же годы. Это в первую очередь «Любовная история галлов» Бюсси-Рабютена и «Галантные дамы» Пьера де Брантома.